# Fyter Fest (2020)
Fyter Fest (2020) foi uma série de episódios especiais televisivos de luta livre profissional produzidos pela All Elite Wrestling. Foi o segundo evento da cronologia do Fyter Fest . O evento de duas semanas foi transmitido pela TNT como um especial de duas partes do programa de televisão semanal da AEW, Dynamite, em 1 e 8 de julho de 2020. Enquanto a noite 1 foi ao ar ao vivo em 1º de julho, a noite 2 foi gravada previamente em 2 de julho e foi ao ar em 8 de julho.
O evento foi originalmente agendado para ir ao ar em pay-per-view na Wembley Arena em Londres, Inglaterra, em junho e ser a estreia do AEW no Reino Unido, mas teve que mudar de local devido à pandemia de COVID-19. Como aconteceu com muitos dos outros programas da AEW desde o início da pandemia, o show foi transferido para o Daily's Place em Jacksonville, Flórida, e dividido em um evento de duas noites.
O evento principal da primeira noite viu Kenny Omega e Adam Page defenderem com sucesso o Campeonato Mundial de Duplas da AEW  contra os Best Friends (Chuck Taylor e Trent). O evento principal da segunda noite foi originalmente agendado para ser Jon Moxley defendendo o Campeonato Mundial da AEW contra Brian Cage, mas esta luta foi adiada para o evento Fight for the Fallen devido a Moxley ter sido exposto ao COVID-19 . Em vez disso, o evento principal da segunda noite viu Chris Jericho derrotar Orange Cassidy.

## Produção
| Função               | Nome                     |
| -------------------- | ------------------------ |
| Comentaristas        | Jim Ross                 |
| Comentaristas        | Tony Schiavone           |
| Comentaristas        | Excalibur                |
| Comentaristas        | Chris Jericho (1ª Noite) |
| Anunciador de ringue | Justin Roberts           |
| Árbitros             | Aubrey Edwards           |
| Árbitros             | Mike Posey               |
| Árbitros             | Paul Turner              |
| Árbitros             | Rick Knox                |
| Entrevistadores      | Alex Marvez              |
| Entrevistadores      | Dasha Gonzalez           |

### Conceito
Em 29 de junho de 2019, a All Elite Wrestling realizou um evento pay-per-view (PPV) intitulado Fyter Fest. O show foi uma continuação da Community Effort Orlando (CEO) e New Japan Pro-Wrestling (NJPW) co-promoveram o evento CEO⨯NJPW: When Worlds Collide, que foi organizado pelo então lutador da NJPW Kenny Omega, que se tornou um Vice-presidente executivo e lutador da AEW e também foi fundamental na organização do primeiro Fyter Fest.  Embora o presidente e CEO da AEW, Tony Khan, tenha declarado que haveria um segundo evento do Fyter Fest, ele não foi oficialmente anunciado até o Double or Nothing em maio de 2020, onde um segundo show foi anunciado, estabelecendo assim o Fyter Fest como um evento anual para a AEW, embora este O segundo evento está sendo produzido apenas pela AEW e não em parceria com a CEO como no ano anterior.
Durante a coletiva após a transmissão do Double or Nothing, Khan revelou que o Fyter Fest estava inicialmente programado para acontecer na Wembley Arena em Londres, Inglaterra em junho e seria a estreia da AEW no Reino Unido, mas teve que mudar de local devido a pandemia de COVID-19. Em 3 de junho, foi anunciado que, em vez de ir ao ar em PPV, o evento seria transmitido como um especial de duas partes do programa de televisão semanal da AEW, Dynamite, transmitido ao vivo nos dias 1 e 8 de julho, com o episódio de 8 de julho sendo gravado em 2 de julho.

### Histórias
O Fyter Fest contou com lutas de wrestling profissional que envolveram lutadores diferentes de roteiros e histórias preexistentes. Os lutadores retrataram heróis, vilões ou personagens menos distintos em eventos programados que criaram tensão e culminaram em uma luta ou série de lutas. As histórias foram produzidas nos programas semanais da AEW Dynamite and Dark e na série do YouTube do The Young Bucks, Being The Elite.
No Double or Nothing em 23 de maio, Cody derrotou Lance Archer na final do torneio para ser coroado o Campeão da TNT inaugural. No episódio seguinte do Dynamite, Cody anunciou um desafio aberto em que defenderia o título todas as semanas. Depois de defender o título contra Marq Quen no episódio de 10 de junho, Jake Hager atacou Cody, sinalizando que ele queria uma chance pelo título, que Cody lhe concedeu para ocorrer no Fyter Fest.
Durante o pré-show do Double or Nothing, os Best Friends (Chuck Taylor e Trent) derrotaram Private Party (Isiah Kassidy e Marq Quen) para ganhar uma luta pelo Campeonato Mundial de Duplas da AEW. No episódio de 27 de maio do Dynamite, foi anunciado que os Best Friends receberiam sua luta pelo título contra os campeões Kenny Omega e Adam Page no Fyter Fest.
Depois que os Best Friends (Chuck Taylor e Trent) e Orange Cassidy derrotaram The Inner Circle (Jake Hager, Santana e Ortiz) no episódio de 10 de junho do Dynamite, Chris Jericho e seu grupo derrotaram Best Friends e ensanguentaram Cassidy com laranjas de sangue. Os Best Friends colocaram em jogo sua chance pelo Campeonato Mundial de Duplas da AEW para conseguir uma luta com Le Sex Gods (Chris Jericho e Sammy Guevara). No episódio de 17 de junho, Best Friends derrotou Le Sex Gods para reter sua oportunidade de título depois que Cassidy, disfarçado como um cinegrafista do ringue, tropeçou em Guevara e permitiu que Trent fizesse o pinfall. Após o término da luta, Cassidy atacou Jericho, e uma luta entre os dois também foi marcada para o Fyter Fest.
No Double or Nothing, Hikaru Shida derrotou Nyla Rose em uma luta sem desqualificação e sem contagem para se tornar a nova Campeã Mundial Feminina da AEW. No episódio de 10 de junho do Dynamite, Shida se juntou a Kris Statlander contra Rose e Penelope Ford. Depois que Ford derrotou Shida para vencer a luta de duplas, uma luta pelo título entre as duas foi marcada para o Fyter Fest.

### Luta cancelada
No Double or Nothing, o estreante Brian Cage venceu a Casino Ladder Match com nove lutadores para ganhar uma oportunidade futura pelo Campeonato Mundial da AEW World Championship. Durante a coletiva após a transmissão do Double or Nothing, Tony Khan anunciou que a luta pelo título de Cage contra Jon Moxley, que defendeu com sucesso o título contra Mr. Brodie Lee naquela noite, ocorreria no Fyter Fest. No entanto, durante a primeira noite do Fyter Fest, foi anunciado que a luta havia sido remarcada para acontecer no Fight for The Fallen, devido a Moxley ter sido submetido a uma exposição secundária ao COVID-19 depois que sua esposa, Renee Young, deu positivo vírus.

## Resultados

### 1ª Noite (1 de julho)
| Nº                                          | Resultados                                                                                               | Estipulações                                            | Tempo |
| ------------------------------------------- | --- | ------------------------------------------------------- | ----- |
| 1                                           | Jurassic Express (Jungle Boy e Luchasaurus) (com Marko Stunt) derrotaram MJF e Wardlow                   | Luta de duplas                                          | 11:15 |
| 2                                           | Hikaru Shida (c) derrotou Penelope Ford (com Kip Sabian)                                                 | Luta individual pelo Campeonato Mundial Feminino da AEW | 11:28 |
| 3                                           | Cody (c) (com Arn Anderson) derrotou Jake Hager (com Catalina Hager)                                     | Luta individual pelo Campeonato da TNT                  | 14:59 |
| 4                                           | Private Party (Isiah Kassidy e Marq Quen) (com Matt Hardy) derrotaram The Inner Circle (Santana e Ortiz) | Luta de duplas                                          | 11:23 |
| 5                                           | Kenny Omega e Adam Page (c) derrotaram Best Friends (Chuck Taylor e Trent)                               | Luta de duplas pelo Campeonato Mundial de Duplas da AEW | 15:39 |
| (c) – Refere-se aos campeões antes da luta. | |                                                         |       |

### 2ª Noite (8 de julho)
| Nº                                          | Resultados | Estipulações                                            | Tempo |
| ------------------------------------------- | --- | ------------------------------------------------------- | ----- |
| 1                                           | Kenny Omega e Adam Page (c) derrotaram Private Party (Isiah Kassidy e Marq Quen) (com Matt Hardy)                                                               | Luta de duplas pelo Campeonato Mundial de Duplas da AEW | 11:15 |
| 2                                           | Lance Archer (com Jake Roberts) derrotou Joey Janela (com Sonny Kiss)                                                                                           | Luta individual                                         | 11:28 |
| 3                                           | The Butcher e The Blade e Lucha Brothers (Pentagón Jr. e Rey Fénix) derrotaram FTR (Cash Wheeler e Dax Harwood) e The Young Bucks (Matt Jackson e Nick Jackson) | Luta de quartetos                                       | 14:59 |
| 4                                           | Nyla Rose derrotou Kenzie Paige e KiLynn King | Luta handicap                                           | 11:23 |
| 5                                           | Colt Cabana e The Dark Order (Brodie Lee e Stu Grayson) derrotaram SoCal Uncensored (Christopher Daniels, Frankie Kazarian, e Scorpio Sky)                      | Luta de trios                                           | 15:39 |
| 6                                           | Chris Jericho (com Santana and Ortiz) derrotou Orange Cassidy (com Best Friends)                                                                                | Luta individual                                         | 18:00 |
| (c) – Refere-se aos campeões antes da luta. | |                                                         |       |